# Festival Internacional de Cine de Alejandría
El Festival Internacional de Cine de Alejandría para Países del Mediterrâneo, (en árabe: 'مهرجان الإسكندرية السينمائي الدولي'‎ o en inglés: 'Alexandria International Film Festival', AIFF), también conocido simplemente como Festival Internacional de Cine de Alejandría es un festival de cine anualmente realizado en la ciudad egipcia de Alejandría durante el mes de octubre.

## Historia
El Festival fue creado en 1979 por la Asociación Egipcia de Escritores Críticos de Películas (EAFWC, por sus siglas en inglés), creada en 1973 por el crítico Kamal Al-Malakh.  El objetivo del festival es ampliar la cultura cinematográfica y fortalecer la relación entre los cineastas de todo el mundo, especialmente para los países del Mediterráneo.

## Competición oficial
La competición oficial del festival está limitada para los largometrajes de los países  del Mediterráneo, mientras que varios países internacionales pueden participar de actividades fuera de la competición oficial como en "Panorama del Cine Mundial" y otras secciones sobre películas premiadas en festivales internacionales.
Existen varios premios en el festival, incluyendo: Mejor Competición de Cine, Mejor Actor, Mejor Actriz, Mejor Director y Mejor Guionista, el último con el nombre del guionista Abdel Hadi Adib, con valor de 200.000 libras egipcias (US$ 36.000 dólares).

## Actualidad
Es dirigido actualmente por el príncipe Abaza. El festival es patrocinado por el Ministerio de Cultura de Egipto y en colaboración con el Gobierno de Alejandría.
En 2018, el festival en su 34.ª edición, tuvo lugar en la Biblioteca Alejandrína.  Según el presidente del festival, Al-Amir Abaza, el tema de ese año fue "Jerusalén es árabe" en respuesta a la iniciativa de Estados Unidos sobre tranferir la embajada norteamericana de Tel Aviv a Jerusalén. Esta edición también fue dedicada en homenaje a la actriz egipcia Nadia Lotfi.

## Premiaciones

### Ganadores de las últimas versiones
| Año  | Mejor Película                                                | Mejor Cortometraje                         | Mejor Primer o Segundo Recurso  | Mejor Logro Artístico  | Mejor Guion                     | Comisión Especial de Arbitraje             | Mejor Actriz                          | Mejor Actriz de Reparto |
| ---- | ------------------------------------------------------------- | ------------------------------------------ | ------------------------------- | ---------------------- | ------------------------------- | ------------------------------------------ | ------------------------------------- | ----------------------- |
| 2018 | Too Much Info Clouding Over My Head de Vasilis Christofilakis | E I G H T D A Y de Jasmin Pivic            | Amanecer de en:la Genciana Koçi | Mártir de Mazen Khaled | Amanecer de en:la Genciana Koçi |                                            |                                       | Carol Abboud por Mártir |
| 2017 | The Weight of Honor de Stephanie Howard Seldin                |                                            |                                 |                        |                                 |                                            | Hind Sabri por en:The Flower of Alepo |                         |
| 2016 | Bourek de Vladan Nikolic                                      | The Blind of the Cathedral de Nadine Asmar |                                 |                        |                                 | The Blind of the Cathedral de Nadine Asmar |                                       |                         |
| 2015 |                                                               |                                            | Sara de Khalil al Mozian        |                        |                                 | La moitié du ciel de Abdelkader Lagtaa     |                                       |                         |